# محمود الشويات
سماحه الشيخ محمود الشويات (مواليد كفرنجه 1945) هو عالم دين إسلامي وأحد أبرز علماء أهل السنة والجماعة في المملكة الأردنية الهاشمية، تولّى منصب مفتي القوات المسلحة الأردنية للفترة بين (2000 - 2014)، وهو عضو مجلس الأعيان الأردني الخامس والعشرين.
لدى الشيخ الشويات العديد من العضويات في الروابط والمجالس والجمعيات الإسلامية منها عضوية في رابطة العالم الإسلامي ومجلس الإفتاء في المملكة الأردنية الهاشمية، وعضو امناء كلية الدعوة وأصول الدين.

## التعليم
حصل الشويات على بكالوريوس شريعة 1978، وشهادة الماجستير في أصول الفقه من جامعة أم القرى في مكة المكرمة عام 1978.